# Sybian

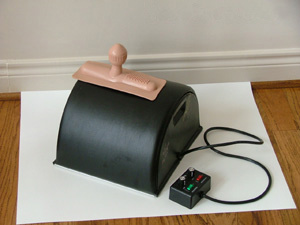
Sybian z wyposażeniem

Sybian – urządzenie służące masturbacji, przeznaczone do stosowania przez kobiety, opracowane przez instruktora tańca Dave'a Lamperta w 1980 roku. Składa się z siodła zawierającego silnik elektryczny połączony z prętem, który wystaje z otworu w środku. Różne rodzaje nakładek mogą być dodane do pręta, który wibruje, obraca się i może również stymulować łechtaczkę z zewnątrz. Intensywność wykonywanych ruchów może być regulowana za pomocą przewodowego pilota.